# Fouchécourt (Vosges)
Fouchécourt település Franciaországban, Vosges megyében. Lakosainak száma 41 fő (2022. január 1.). Fouchécourt Isches, Saint-Julien, Les Thons, Tignécourt és Ainvelle községekkel határos.

## Népesség
A település népességének változása:
| Lakosok száma | 45   | 44   | 45   | 44   | 44   | 43   | 42   | 41   |
|               | 2013 | 2015 | 2017 | 2018 | 2019 | 2020 | 2021 | 2022 |